# Mijazaki Juka (futballista)
Mijazaki Juka (宮﨑 有香; Hepburn: Miyazaki Yuka) (Iga, 1983. október 13. –) japán válogatott labdarúgó.

## Klub
1999 és 2005 között az Iga FC Kunoichi csapatában játszott. 80 bajnoki mérkőzésen lépett pályára és 3 gólt szerzett. 2006-ban a TEPCO Mareeze csapatához szerződött. 2009-ben vonult vissza. 2013-ban az Okayama Yunogo Belle csapatában játszott.

## Nemzeti válogatott
A japán U20-as válogatott tagjaként részt vett a 2002-es U19-es világbajnokságon.
2001-ben debütált a japán válogatottban. A japán válogatott tagjaként részt vett a 2003-as világbajnokságon. A japán válogatottban 18 mérkőzést játszott.

## Statisztika
| Japán válogatott | Japán válogatott | Japán válogatott |
| Időszak          | Mérk.            | gól              |
| ---------------- | ---------------- | ---------------- |
| 2001             | 5                | 0                |
| 2002             | 5                | 1                |
| 2003             | 6                | 1                |
| 2004             | 1                | 0                |
| 2005             | 0                | 0                |
| 2006             | 0                | 0                |
| 2007             | 0                | 0                |
| 2008             | 0                | 0                |
| 2009             | 1                | 0                |
| Összesen         | 18               | 2                |

## Sikerei, díjai
Japán válogatott
- Ázsia-kupa:  Ezüst; 2001

Klub
- Japán bajnokság: 1999

Egyéni
- Az év Japán csapatában: 2002